# 25th Hour
25th Hour är en amerikansk film från 2002 i regi av Spike Lee, baserad på David Benioffs roman med samma namn.

## Handling
Monty Brogan (Edward Norton) tillbringar sista dygnet i frihet inför ett sjuårigt fängelsestraff för knarklangning. Han tillbringar sitt sista dygn genom att älta gamla misstag, träffa sina vänner och försöka komma fram till vem som egentligen satte dit honom.

## Rollista
| Edward Norton          | – Monty Brogan       |
| Philip Seymour Hoffman | – Jacob Elinsky      |
| Barry Pepper           | – Frank Slaughtery   |
| Rosario Dawson         | – Naturelle Riviera  |
| Anna Paquin            | – Mary D'Annunzio    |
| Brian Cox              | – James Brogan       |
| Tony Siragusa          | – Kostya Novotny     |
| Levan Uchaneishvili    | – Uncle Nikolai      |
| Tony Devon             | – Agent Allen        |
| Misha Kuznetsov        | – Senka Valghobek    |
| Isiah Whitlock Jr.     | – Agent Flood        |
| Michael Genet          | – Agent Cunningham   |
| Patrice O'Neal         | – Khari              |
| Al Palagonia           | – Salvatore Dominick |
| Aaron Stanford         | – Marcuse            |

## Om filmen
Filmen är inspelad i New York, i samtliga av dess fem stadsdelar (Manhattan, Bronx, Brooklyn, Queens och Staten Island).
Den hade världspremiär i USA den 16 december 2002, och vidare release 10 januari 2003.
Huvudrollsinnehavaren säger ordet "fuck" 40 gånger på cirka fem minuter under sin monolog i badrummet.

## Musik i filmen
- Warm It Up Kane, skriven av Antonio Hardy, framförd av Big Daddy Kane
- Flava in Ya Ear, skriven av Harvey Osten och Craig Mack, framförd av Craig Mack
- Put the Music Where Your Mouth Is, skriven av Pete Wingfield och Joe Jammen, framförd av Olympic Runners
- White Lines (Don't Don't Do It), skriven av Melvin Glover och Sylvia Robinson, framförd av Grand Master och Melle Mel
- Cavern, skriven av Scott Hartley, Richard McGuire, Salvatore Principato och Dennis Young, framförd av Liquid Liquid
- Bra, skriven av Patrick Patterson och Steve Scipio, framförd av Cymande
- Dove, skriven av Patrick Patterson och Steve Scipio, framförd av Cymande
- The Message, skriven av Patrick Patterson och Steve Scipio, framförd av by Cymande
- The Fuse, skriven och framförd av Bruce Springsteen